# Parteitag der PCR
Der Parteitag der PCR war das höchste Souverän der Rumänischen Kommunistischen Partei (Partidul Comunist Român) beziehungsweise von deren Vorgängerinnen Partidul Comunist din România (PCR) und ab März 1948 Partidul Muncitoresc Român (Rumänische Arbeiterpartei, PMR). Auf den Parteitagen wurden das Zentralkomitee, dessen Sekretariat und das Politbüro der Partei gewählt. Die Parteitage nach 1948 fanden alle in Bukarest statt.

## Erster bis Fünfter Parteitag der PCR 1921 bis 1948
Auf dem I. Parteitag im Mai 1921 in Bukarest wurde Gheorghe Cristescu zum Generalsekretär der PCR und in dieser Funktion auf dem II. Parteitag im Oktober 1922 in Ploiești wiedergewählt. Auf dem III. Parteitag, der im August 1924 in Wien stattfand, folgte die Wahl von Elek Köblös zum Generalsekretär, dem wiederum Vitali Holostenco folgte, der auf dem IV. Parteitag im Juli 1928 in Charkiw bestätigt wurde. Im Dezember 1928 wurde Alexander Ștefanski auf dem V. Parteitag in Gorikovo zu Holostencos Nachfolger gewählt, ehe er 1936 von Boris Ștefanov abgelöst wurde, dem wiederum 1940 Ștefan Foriș folgte.
Auf der Nationalkonferenz (Conferința Națională), die vom 16. bis 22. Oktober 1945 stattfand, wurde Gheorghe Gheorghiu-Dej zum Generalsekretär sowie Vasile Luca und Ana Pauker zu Sekretären gewählt.

## Sechster Parteitag der PMR (21. bis 23. Februar 1948)
- Mitglieder des Politbüros: Gheorghe Apostol, Emil Bodnăraș, Iosif Chișinevschi, Miron Constantinescu, Teohari Georgescu, Gheorghe Gheorghiu-Dej, Theodor Iordăchescu, Vasile Luca, Alexandru Moghioroș, Ana Pauker,  Lothar Rădăceanu, Gheorghe Vasilichi und Ștefan Voitec
- Kandidaten des Politbüros: Chivu Stoica, Mihail Moraru, Iosif Rangheț, Zaharia Tănase und Vasile Vaida
- Generalsekretär der PMR: Gheorghe Gheorghiu-Dej
- Sekretäre des ZK: Teohari Georgescu, Vasile Luca und Ana Pauker

### Plenum des ZK der PMR (27. Mai 1952)
- Mitglieder des Politbüros: Gheorghe Apostol, Emil Bodnăraș, Petre Borilă, Iosif Chișinevschi, Miron Constantinescu, Gheorghe Gheorghiu-Dej, Alexandru Moghioroș, Constantin Pârvulescu und Chivu Stoica
- Kandidaten des Politbüros: Dumitru Coliu und Iosif Rangheț
- Generalsekretär der PMR: Gheorghe Gheorghiu-Dej
- Sekretäre des ZK: Gheorghe Apostol, Iosif Chișinevschi, Miron Constantinescu und  Alexandru Moghioroș

### Plenum des ZK der PMR (20. April 1954)
- Mitglieder des Politbüros: Gheorghe Apostol, Emil Bodnăraș, Petre Borilă, Iosif Chișinevschi, Miron Constantinescu, Gheorghe Gheorghiu-Dej, Alexandru Moghioroș, Constantin Pârvulescu und Chivu Stoica
- Kandidaten des Politbüros: Nicolae Ceaușescu, Dumitru Coliu und Alexandru Drăghici
- Erster Sekretär der PMR: Gheorghe Apostol
- Sekretäre des ZK: Nicolae Ceaușescu, Mihai Dalea und János Fazekás

### Plenum des ZK der PMR (2. Oktober 1955)
- Mitglieder des Politbüros: Gheorghe Apostol, Emil Bodnăraș, Petre Borilă, Iosif Chișinevschi, Miron Constantinescu, Gheorghe Gheorghiu-Dej, Alexandru Moghioroș, Constantin Pârvulescu und Chivu Stoica
- Kandidaten des Politbüros: Nicolae Ceaușescu, Dumitru Coliu und Alexandru Drăghici
- Generalsekretär der PMR: Gheorghe Gheorghiu-Dej
- Sekretär des ZK: Nicolae Ceaușescu, Iosif Chișinevschi und János Fazekás

## Siebter Parteitag der PMR (23. bis 28. Dezember 1955)
- Mitglieder des Politbüros: Gheorghe Apostol, Emil Bodnăraș, Petre Borilă, Nicolae Ceaușescu, Iosif Chișinevschi (bis Juli 1957), Miron Constantinescu (bis Juli 1957), Alexandru Drăghici, Gheorghe Gheorghiu-Dej, Alexandru Moghioroș, Constantin Pârvulescu (bis Juni 1960) und Chivu Stoica
- Kandidaten des Politbüros:  Dumitru Coliu, Leonte Răutu, Leontin Sălăjan, Ștefan Voitec und Grigore Preoteasa (seit Juli 1957)
- Generalsekretär der PMR: Gheorghe Gheorghiu-Dej
- Sekretär des ZK: Nicolae Ceaușescu, Iosif Chișinevschi (bis Juli 1957), János Fazekás und Grigore Preoteasa (seit Juli 1957)

## Achter Parteitag der PMR (20. bis 26. Juni 1960)
- Mitglieder des Politbüros: Gheorghe Apostol, Emil Bodnăraș, Petre Borilă, Nicolae Ceaușescu, Alexandru Drăghici, Gheorghe Gheorghiu-Dej (bis März 1965), Alexandru Moghioroș, Ion Gheorghe Maurer und Chivu Stoica
- Kandidaten des Politbüros:  Dumitru Coliu, Leonte Răutu, Leontin Sălăjan und Ștefan Voitec
- Erster Sekretär der PMR: Gheorghe Gheorghiu-Dej (bis März 1965)
- Sekretäre des ZK: Nicolae Ceaușescu, Mihai Dalea, János Fazekás (bis März 1961) und  Chivu Stoica (seit März 1961)

### Plenum des ZK der PMR (22. März 1965)
- Mitglieder des Politbüros: Gheorghe Apostol, Emil Bodnăraș, Petre Borilă, Nicolae Ceaușescu, Alexandru Drăghici, Ion Gheorghe Maurer, Alexandru Moghioroș und Chivu Stoica
- Kandidaten des Politbüros:  Dumitru Coliu, Leonte Răutu, Leontin Sălăjan und Ștefan Voitec
- Erster Sekretär der PMR: Nicolae Ceaușescu
- Sekretäre des ZK: Mihai Dalea, Paul Niculescu Mizil und Ilie Verdeț

## Neunter Parteitag der PCR (19. bis 24. Juli 1965)
- Mitglieder des Präsidiums des ZK: Gheorghe Apostol, Alexandru Bârlădeanu (bis Dezember 1968), Emil Bodnăraș, Nicolae Ceaușescu, Alexandru Drăghici (bis Dezember 1967), Ion Gheorghe Maurer, Chivu Stoica, Paul Niculescu Mizil und Ilie Verdeț (seit Juni 1966)
- Erster Sekretär der PCR: Nicolae Ceaușescu
- Sekretäre des ZK: Mihai Dalea, Alexandru Drăghici (bis Dezember 1967), Manea Mănescu, Alexandru Moghioroș, Paul Niculescu Mizil, Vasile Patilineț, Leonte Răutu, Virgil Trofin, Mihai Gere (seit 1966), Chivu Stoica (seit Dezember 1967) und Dumitru Popescu (seit Dezember 1968)

## Zehnter Parteitag der PCR (6. bis 12. August 1969)
- Mitglieder des Präsidiums des ZK: Emil Bodnăraș, Nicolae Ceaușescu, Ion Gheorghe Maurer, Paul Niculescu Mizil (bis März 1974), Gheorghe Pană, Dumitru Petrescu (bis September 1969), Gheorghe Rădulescu, Virgil Trofin, Ilie Verdeț und Manea Mănescu (seit Februar 1971)
- Generalsekretär der PCR: Nicolae Ceaușescu
- Sekretäre des ZK: Mihai Gere, Manea Mănescu (bis November 1972), Paul Niculescu Mizil (bis April 1972), Gheorghe Pană, Vasile Patilineț (bis Februar 1972), Dumitru Popescu, Virgil Trofin (bis Oktober 1972), Cornel Burtică (seit Februar 1972), Ștefan Andrei (seit April 1972), Iosif Banc, Ion Dincă (April 1972 – Juni 1973), Miron Constantinescu (November 1972 – Juli 1974), Ilie Verdeț (seit März) und Iosif Uglar (seit Juni 1974)

## Elfter Parteitag der PCR (24. bis 27. November 1974)
- Mitglieder des Ständigen Büros des Politischen Exekutivkomitees: Ștefan Andrei, Nicolae Ceaușescu, Manea Mănescu, Gheorghe Oprea, Ion Pățan, Cornel Burtică, Elena Ceaușescu, Gheorghe Rădulescu, Ilie Verdeț (seit Januar 1977), Paul Niculescu Mizil (seit März 1978) und Iosif Banc (seit März 1978)
- Generalsekretär der PCR: Nicolae Ceaușescu
- Sekretäre des ZK: Ștefan Andrei (bis März 1978), Cornel Burtică (bis März 1978), Mihai Gere (bis 1976), Gheorghe Pană (bis März 1975), Iosif Uglar, Ilie Verdeț (bis März 1978), Iosif Banc (seit März 1975), Emil Bobu (März 1975 – Februar 1979), Constantin Dăscălescu (seit Juni 1976), Aurel Duma (Juli 1976 – März 1978), Ion Stănescu (Januar 1977 – März 1978), Virgil Cazacu, Marin Vasile (seit März 1978), Vasile Mușat (März 1978 – Februar 1979), Dumitru Popa und Ilie Rădulescu (seit März 1979)

## Zwölfter Parteitag der PCR (19. bis 23. November 1979)
- Mitglieder des Ständigen Büros des Politischen Exekutivkomitees: Ștefan Andrei, Iosif Banc, Emil Bobu, Cornel Burtică, Virgil Cazacu, Elena Ceaușescu, Nicolae Ceaușescu, Nicolae Constantin, Constantin Dăscălescu, Paul Niculescu Mizil, Gheorghe Oprea, Ion Pățan, Dumitru Popescu, Gheorghe Rădulescu und Ilie Verdeț
- Generalsekretär der PCR: Nicolae Ceaușescu
- Sekretäre des ZK: Iosif Banc, Virgil Cazacu (bis Oktober 1982), Constantin Dăscălescu (bis Mai 1982), Ludovic Fazekás (bis Mai 1982), Dumitru Popa (bis März 1980), Dumitru Popescu (bis November 1981), Ilie Rădulescu (bis November 1981), Marin Vasile (seit Februar 1981), Ion Coman (seit März 1980), Emil Bobu (seit Februar 1981), Petru Enache (seit März 1981), Marin Enache (Mai 1982 März 1984), Ilie Verdeț (seit Oktober 1982), Lina Ciobanu (seit März 1984), Silviu Curticeanu (seit März 1984), Constantin Radu (seit März 1984), Ion Radu (seit März 1984) und Ion Stoian (seit März 1984)

## Dreizehnter Parteitag der PCR (19. bis 22. November 1984)
- Mitglieder des Ständigen Büros des Politischen Exekutivkomitees: Emil Bobu, Elena Ceaușescu, Nicolae Ceaușescu, Constantin Dăscălescu, Manea Mănescu, Gheorghe Oprea, Gheorghe Rădulescu und Ilie Verdeț (bis Juni 1986)
- Generalsekretär der PCR: Nicolae Ceaușescu
- Sekretäre des ZK: Iosif Banc (bis März 1987), Emil Bobu, Ion Coman, Silviu Curticeanu, Petru Enache (bis August 1987), Constantin Radu (bis November 1989), Ilie Verdeț (bis November 1985), Ștefan Andrei (November 1985 – Oktober 1987), Cornel Pacoste (November 1985 – Oktober 1986), Maria Ghițulică (seit November 1985), Vasile Bărbulescu (bis Oktober 1986), Radu Bălan (Oktober 1987 – Juni 1988), Ion Radu (Oktober 1987 – Juni 1988), Constantin Mitea (Oktober 1987 – Mai 1988), Gheorghe Tănase (Oktober 1987 – April 1989), Constantin Olteanu (seit Juni 1988), Constantin Radu (seit April 1989), Ion Sârbu (November 1988 – November 1989), Ilie Matei (seit November 1989)

## Vierzehnter Parteitag der PCR (20. bis 24. November 1989)
- Mitglieder des Ständigen Büros des Politischen Exekutivkomitees: Emil Bobu, Elena Ceaușescu, Nicolae Ceaușescu, Constantin Dăscălescu, Ion Dincă, Manea Mănescu, Gheorghe Oprea und Gheorghe Rădulescu
- Generalsekretär der PCR: Nicolae Ceaușescu
- Sekretäre des ZK: Vasile Bărbulescu, Emil Bobu, Ion Coman, Silviu Curticeanu, Maria Ghițulică, Ilie Matei, Constantin Radu und Iosif Szasz